# 笑い袋
笑い袋（わらいぶくろ）とは、内部に音を出す機械が入った布製の袋で、ボタンを押すと録音された笑い声を再生するジョークグッズである。
本家の製品は内蔵のアナログレコードを使っていたが、後には電子式のものも登場している。

## 歴史
ドイツの発明家ヴァルター・ティーレが1968年に製造した、笑い声を再生する機械を靴下に入れた「Lachsack」が原型とされる。
日本で笑い袋を製造販売していたパーティーグッズメーカーの株式会社アイコによると、内部の装置は1960年代にアメリカ合衆国向けのミッキーマウス人形の内蔵プレーヤーとして製作したもので、1967年にアメリカでの特許が出願されている。しかし売り上げは伸びなかったため、1969年にこの装置を入れた袋が「Laugh bag」などの名前でアメリカで売られたところ大ヒットし、翌年には日本でも発売されて流行したという。アイコでは30年以上笑い袋の製造を続けていたが、レコードの原盤が耐用限度を超えた事で廃盤となっている。

## 仕組み

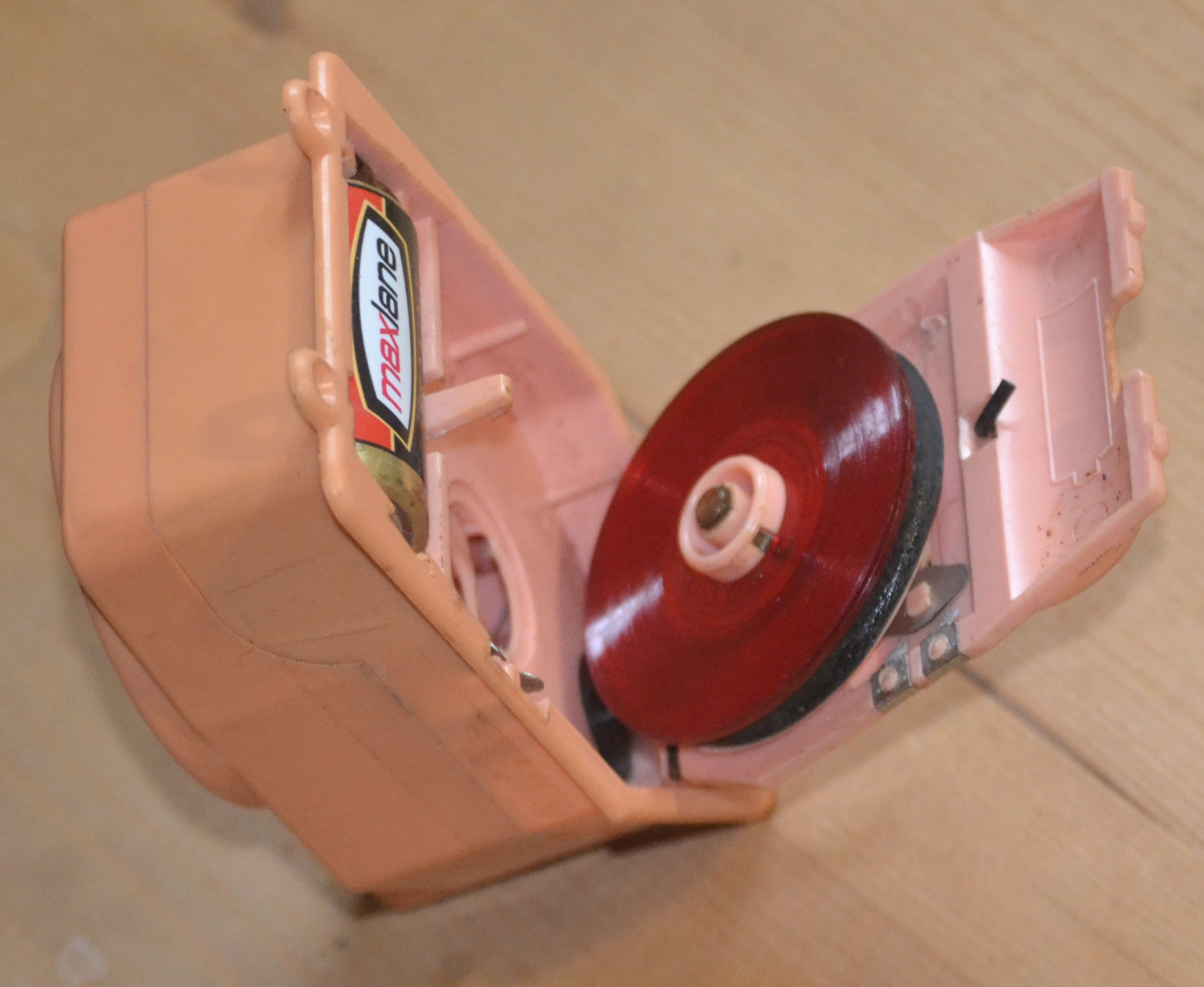
ドイツのDDR社製と見られる「Lachsack」の内部。この製品はレコードの交換が可能

布製の巾着袋の中にはプラスチック製の外装を持つ五角形の装置が入っている。この装置のボタンを押すとレコード盤の溝で固定されていたレコードの針が持ち上がり、スプリングによりレコードの最初に移動して乾電池駆動のモーターでレコードが回転し、ボタンを離すとレコードに針が落とされ、笑い声の吹き込まれたレコードを再生し始める。また、再生の途中でボタンを押してもレコードの最初の位置に針が移動して再び最初から再生を始め、レコードの最後まで来ると電源が切れて再生を終了する。そのような仕組みのため、電池を抜いて強制的に再生を止めても、再び電池を入れると途中からレコードの再生が始まる。
この玩具ではレコードの針が漏斗状のラッパに連結されて直接発音されるため、アンプやスピーカー、音量調整などがなく、電池で消費するのはレコードを回転させるモーターの動力のみである。レコード盤はこの用途に特化された特殊な仕様のもので、レコード内蔵型玩具であるために盤の交換はできず単一内容のみの再生ではあるが、現在では笑い袋には基本的な笑い声の商品だけでなく、収録内容の違うレコード盤を入れた様々なテーマの商品が存在する。
ちなみに本体のボタンには誤操作防止のストッパーはなく、袋の中にあるので誤ってボタンを押してしまいやすいが、巾着袋はひもがあるので持ち運びや吊り下げがしやすく、思わず袋をいじりたくなるようなコミカルな笑い顔などが描かれていることが多い。
なお、ボタン電池で稼働する小型化された電子音声型の笑い袋も市販されているが、押しボタンを押すと笑い声を発声する点は同じである。

## その他
- 声の種類は、男、女、カップルの3種類ある。男版の笑い袋は声優の肝付兼太が演じているという[要出典]。
- 流行当時の年代設定である、アニメ『ちびまる子ちゃん』の話（「年越しまる子ちゃん」の巻など）にもたびたび登場する。
- 1999年にバンプレストのプライズ景品として、「とるとる愛テム 黄金バット笑い袋」が製造された。
- 2006年に日本テレビの『中井正広のブラックバラエティ』で紹介され、石原良純の笑い袋を作る企画が行われた。また、2008年12月14日に同じ日本テレビで放送された『笑点』の大喜利で、春風亭昇太が座布団を10枚獲得した副賞として五代目三遊亭圓楽の笑い声が入った笑い袋が贈られた。
- ゲーム『ドラゴンクエストシリーズ』では「わらいぶくろ」という名前のモンスターが登場する。
- 1989年の映画『バットマン』では、ジョーカーの最期のシーンで使われた。